# Scott McConnell
 (février 2017).
Si vous disposez d'ouvrages ou d'articles de référence ou si vous connaissez des sites web de qualité traitant du thème abordé ici, merci de compléter l'article en donnant les références utiles à sa vérifiabilité et en les liant à la section « Notes et références ».
Pour les articles homonymes, voir McConnell.
Scott McConnell, né en 1952, est un journaliste américain, connu pour sa participation à la revue The American Conservative.

## Biographie
Ayant obtenu un PhD en histoire à l'Université Columbia, Scott McConnell a activement soutenu la candidature de Jimmy Carter à l'élection présidentielle de 1976. Peu après, il s'interessa au mouvement néoconservateur et a participé à plusieurs publications, telles que Commentary et National Review. Au milieu des années 1990, il est éditorialiste au New York Post, jusqu'en 1997.
Scott McConnel est depuis une des figures du mouvement paléo-conservateur, et un soutien actif de Pat Buchanan. Après avoir été chroniqueur à New York Press puis à Antiwar.com, il fonde en 2002 avec Pat Buchanan et Taki Theodoracopulos la revue The American Conservative (TAC), connue pour être le porte-parole d'un conservatisme traditionnel, opposé aux libéraux, à George W. Bush, et au lobby pro-Israélien. Il édite TAC depuis 2004, et a soutenu la candidature de John Kerry pour l'élection présidentielle de 2004.
Il est par ailleurs le fils de l'acteur américain Sterling Hayden, et l'arrière-petit-fils de David H. McConnell, fondateur d'Avon Products.